# Saglirjuaq
Saglirjuaq, tidigare benämnd Liddon Island, är en ö i Kanada.   Den ligger i territoriet Nunavut, i den nordöstra delen av landet, 2 700 km norr om huvudstaden Ottawa. Arean är 24,1 kvadratkilometer.
Terrängen på Saglirjuaq är platt. Öns högsta punkt är 64 meter över havet. Den sträcker sig 5,3 kilometer i nord-sydlig riktning, och 13,3 kilometer i öst-västlig riktning.